# Rue Saint-Dizier
La rue Saint-Dizier est une voie située au sein de la commune de Nancy, dans le département de Meurthe-et-Moselle, en région Grand-Est.

## Situation et accès
Constituant un des principaux axes nord-sud du centre-ville, la rue Saint-Dizier est placée au sein de la Ville-neuve, et appartient administrativement au quartier Charles III - Centre-Ville.
La rue Saint-Dizier relie la place des Vosges et la porte Saint-Nicolas au sud, à la rue Stanislas au nord. Elle croise notamment les rues Saint-Jean et Saint-Georges, au carrefour dénommé Point Central. La voie possède également des intersections avec la rue des Sœurs-Macarons, la rue des Fabriques et la rue Charles III.
Voie à sens unique sud-nord, la rue Saint-Dizier longe le marché couvert de Nancy, elle possède sur toute sa longueur un couloir de bus.
Le haut de la rue Saint-Dizier, au niveau du Point central, est desservi par la ligne 1 du tramway du réseau STAN, via la station éponyme.

## Origine du nom
C'est un des plus anciens vocables de Nancy, rappelant, non comme on le croit souvent, la mémoire directe d'un saint, mais le souvenir du petit village de Saint-Dizier, bâti avant Nancy sur l'emplacement du faubourg actuel des Trois-Maisons.
Ce village, nommé Saint-Dizier, a été entièrement détruit, à l'exception de trois maisons, sur les ordres de Charles III de Lorraine qui voulait renforcer les défenses de Nancy au nord. Les habitants de Saint-Dizier ont été relogés dans la Ville-Neuve dont une rue a gardé le nom du village,.

## Historique

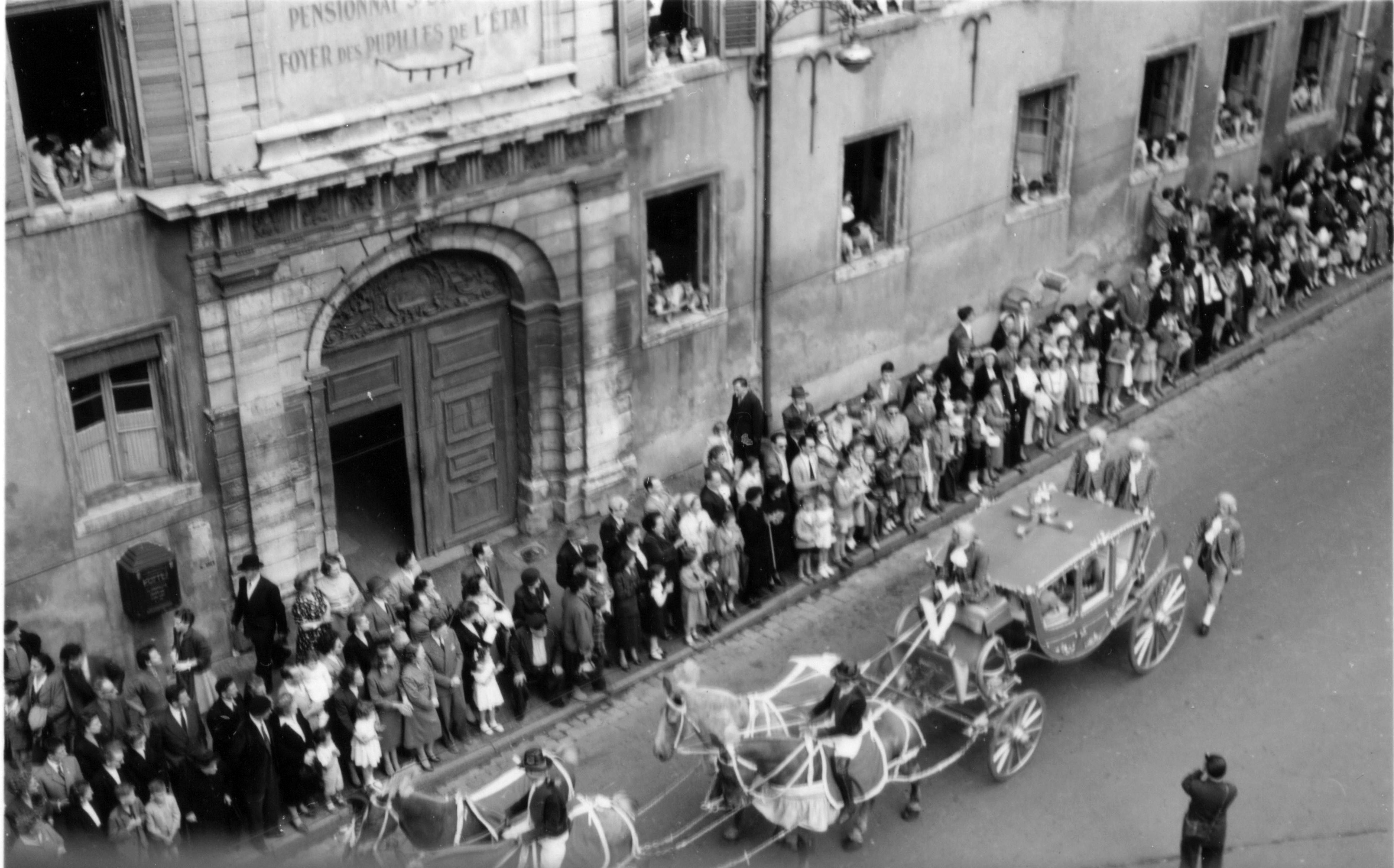
Défilé rue Saint-Dizier lors du mariage Otto de Habsbourg-Lorraine, devant le no 163, en 1951 Pensionnat des pupilles de la Nation (actuellement centre de formation du CHU).

Cette voie a été ouverte dans la Ville-Neuve à la fin du XVIe siècle sous le nom de « 1re Grande-Rue » puis de « 2e Grande-Rue », « faubourg Saint-Dizier », « Grande-rue du faubourg Saint-Dizier », avant de prendre les noms de « rue de la Constitution » en 1791 et de « rue Saint-Dizier » depuis 1814,
À l'angle des rues Saint-Dizier et Saint-Jean se trouvait l'église Saint-Roch des Jésuites de Nancy, où fut enterré Jean des Porcelets de Maillane.

## Bâtiments remarquables et lieux de mémoire
La rue Saint-Dizier comporte plusieurs immeubles répertoriés monuments historiques ou remarquables, dont 
- no 22 maison de Clodion classée par arrêté du 25 janvier 1979[7]
- no 24 devanture de l'ancienne maison Eugène Arnoux-Masson [8],[9]

construite en 1911 par l’architecte Louis Déon
verrières de Jacques Grüber inscrites par arrêté du 4 mai 1994
- no 34 immeuble construit en 1909 par l’architecte Lucien Bentz
- no 38 Hall du Livre
- no 42-44 maison Aimé construit en 1905 par les architectes Georges Biet et Eugène Vallin

la façade, le hall, la toiture sont inscrits par arrêté du 4 mai 1994
actuellement occupée par une agence de la banque Société Générale
- no 48 maison de Hanvs[11] (façade) avec le buste de Léopold Ier, inscrite par arrêté du 6 mars 1946[12]
- no 51 siège de L'Est républicain jusqu'en 1913.
- no 53-57 anciens magasins Vaxelaire et Pignot construit en 1886 par l’architecte Charles André

la façade actuelle est construite selon les plans de Lucien Weissenburger en 1913
actuellement Mc Donald’s
- no 54 maison de Jean-Baptiste Isabey[11]
- no 112 la porte de l'immeuble donnant rue du four inscrite par arrêté du 22 juin 1945[13]
- no 114 ancien hôtel particulier de Jean Charles François de Lavaulx, chambellan du roi de Pologne, duc de Lorraine et de Bar.
- no 134bis immeuble construit en 1900 par l’architecte Lucien Humbert
- no 163 se trouvait le Noviciat des Jésuites[14],[15],[11]

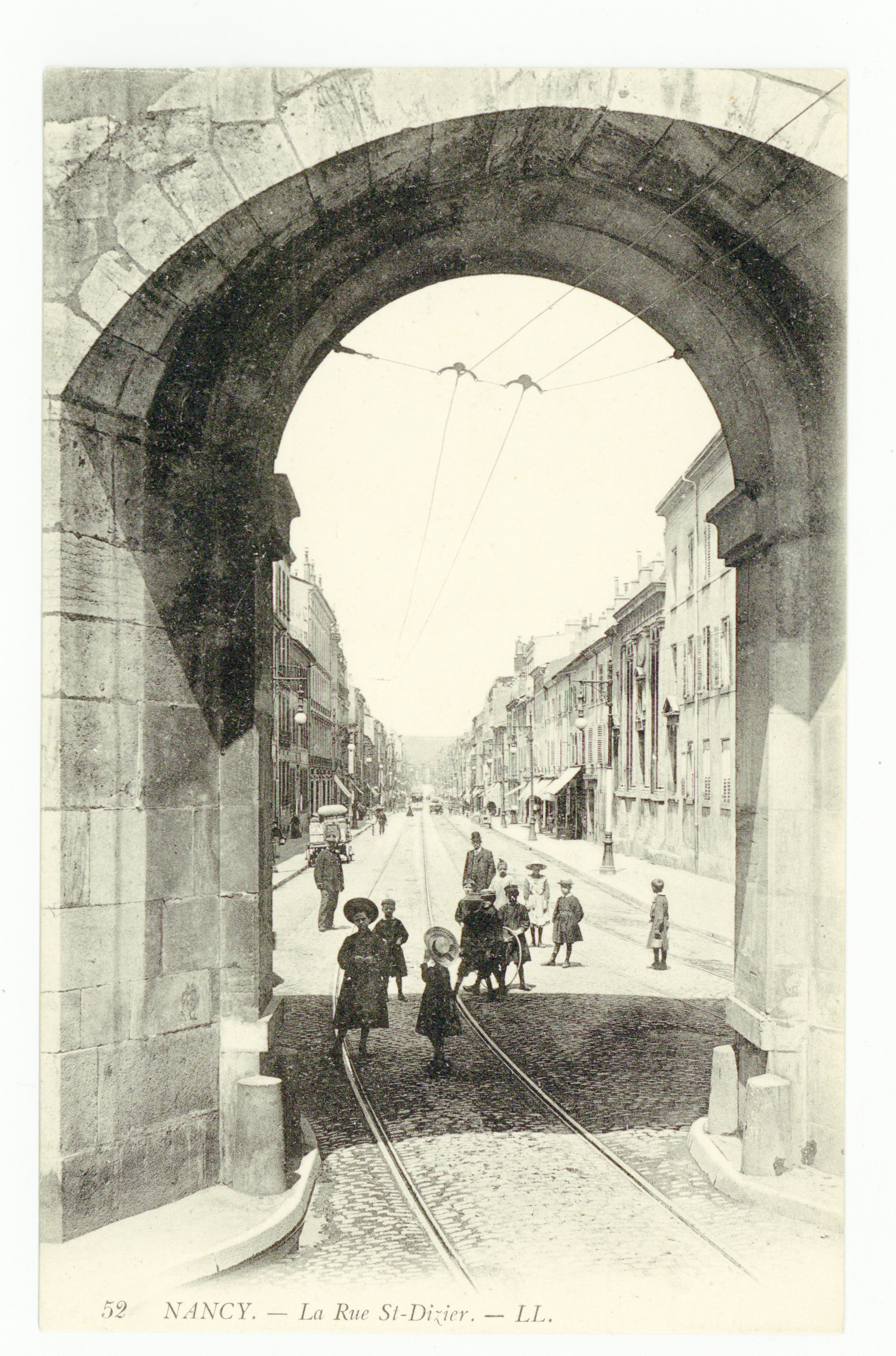
La rue Saint-Dizier vers 1903/1914
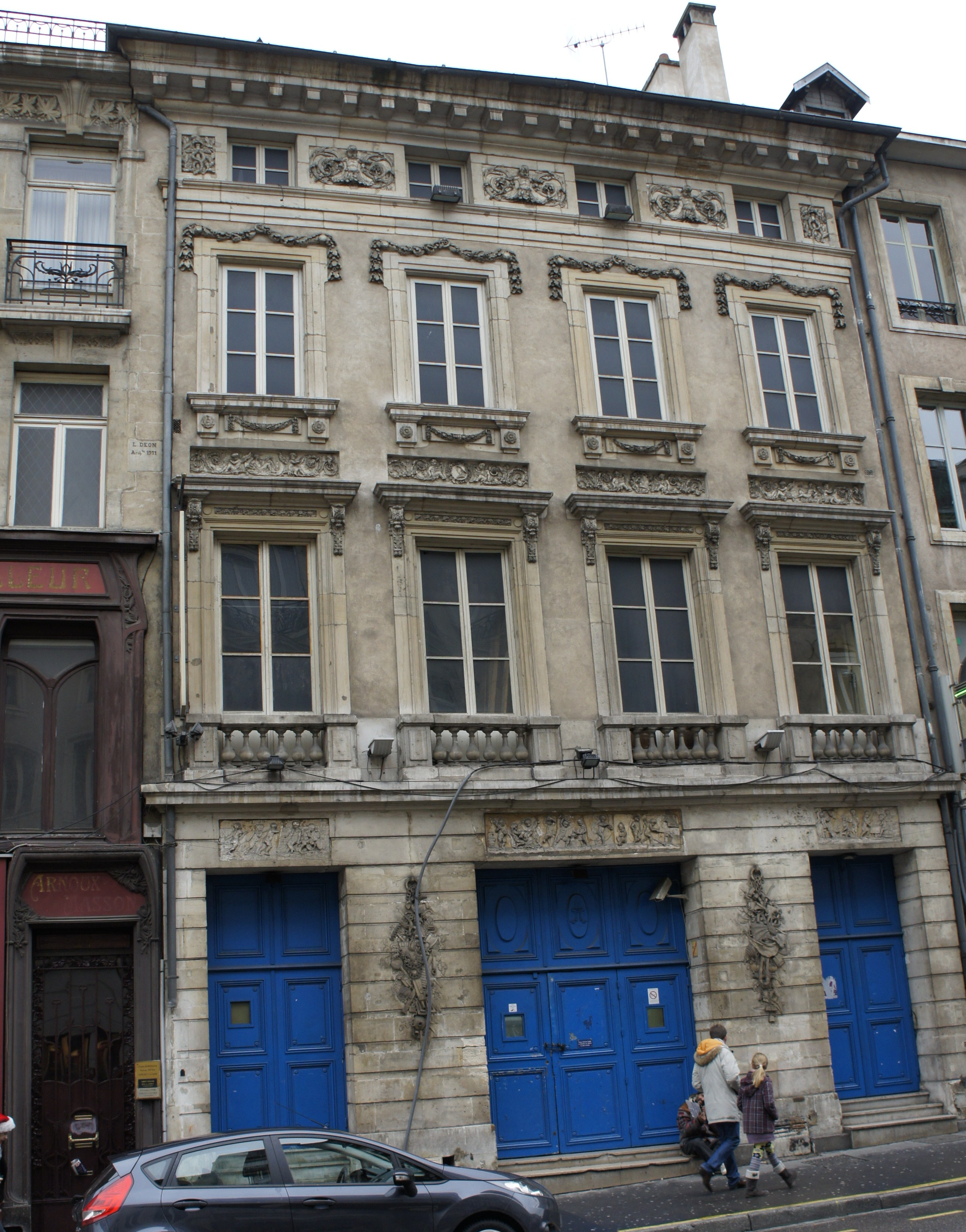
Immeuble, au no  22 ou maison de Clodion.
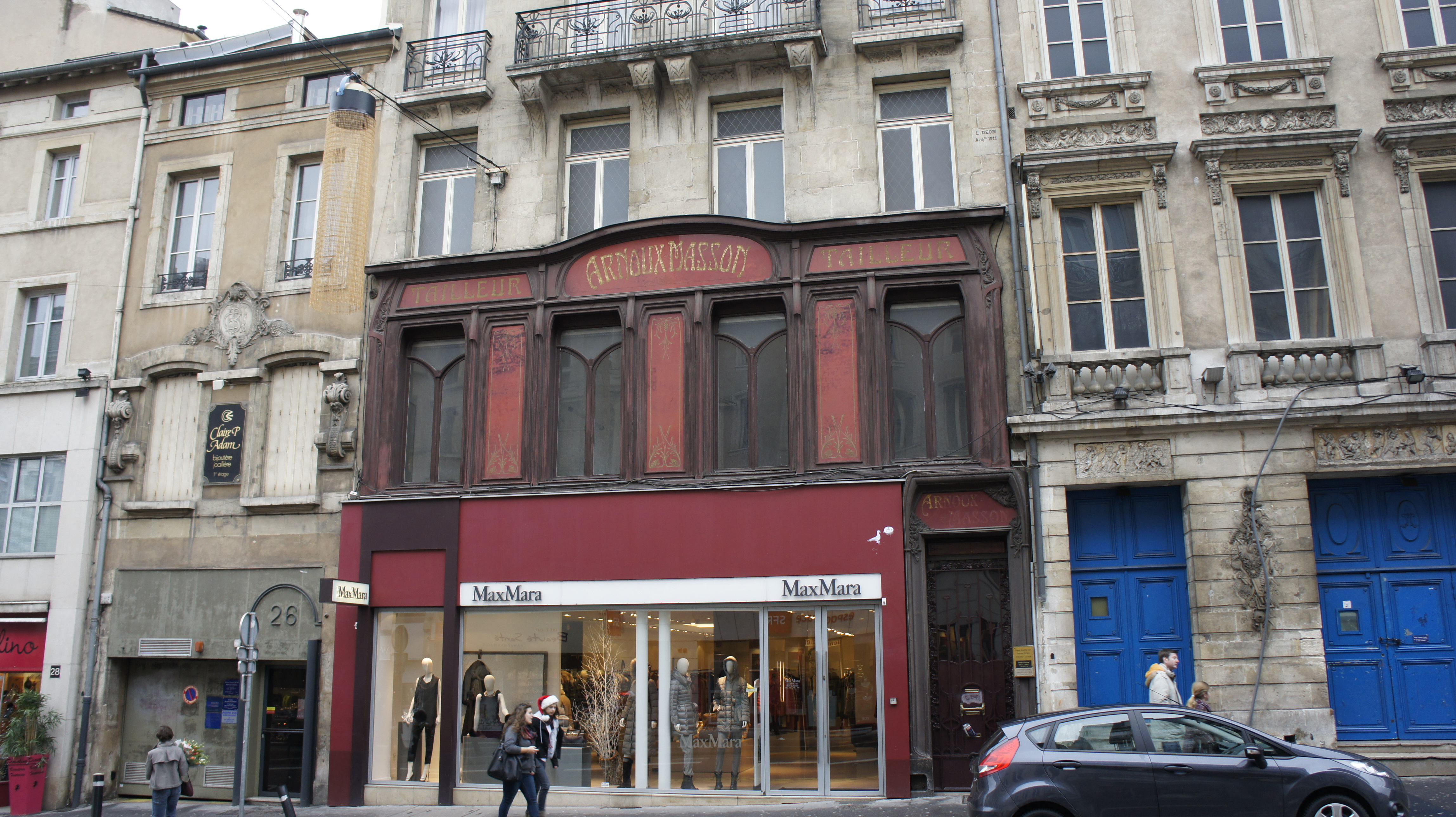
Immeuble, au nos  22 et 24.
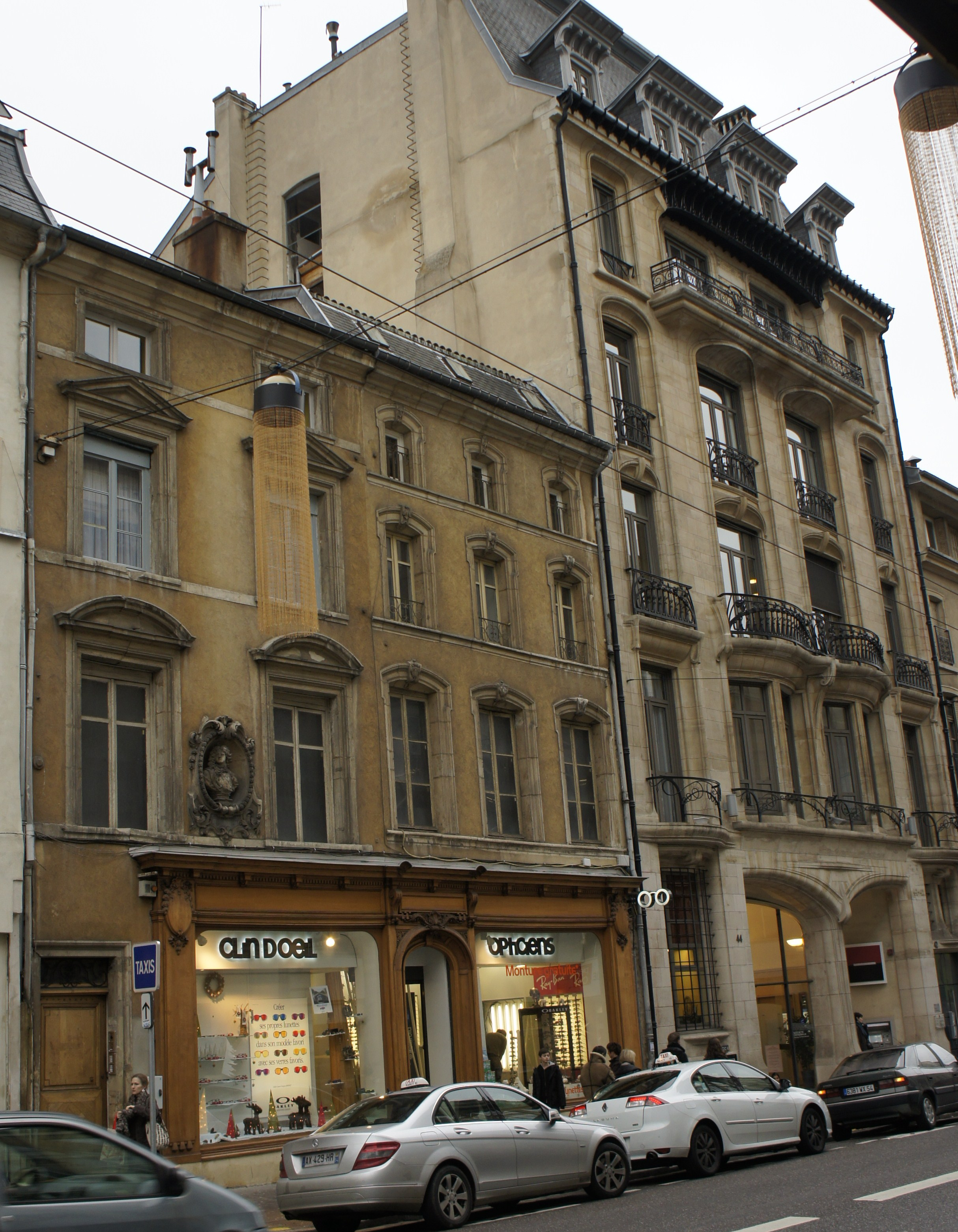
Immeuble, au nos  44 et 46.
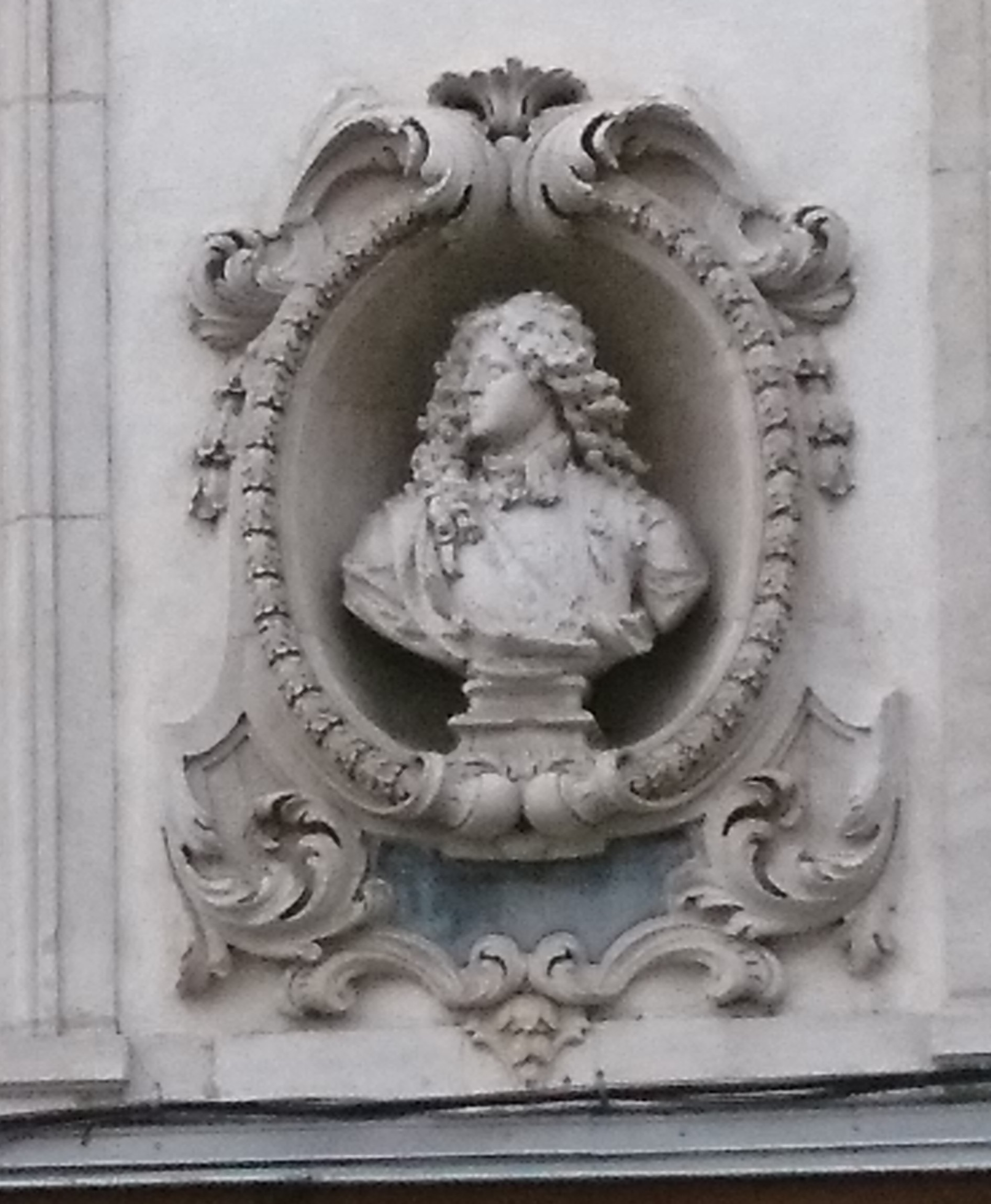
Buste de Léopold Ier sur la maison de Hanus.
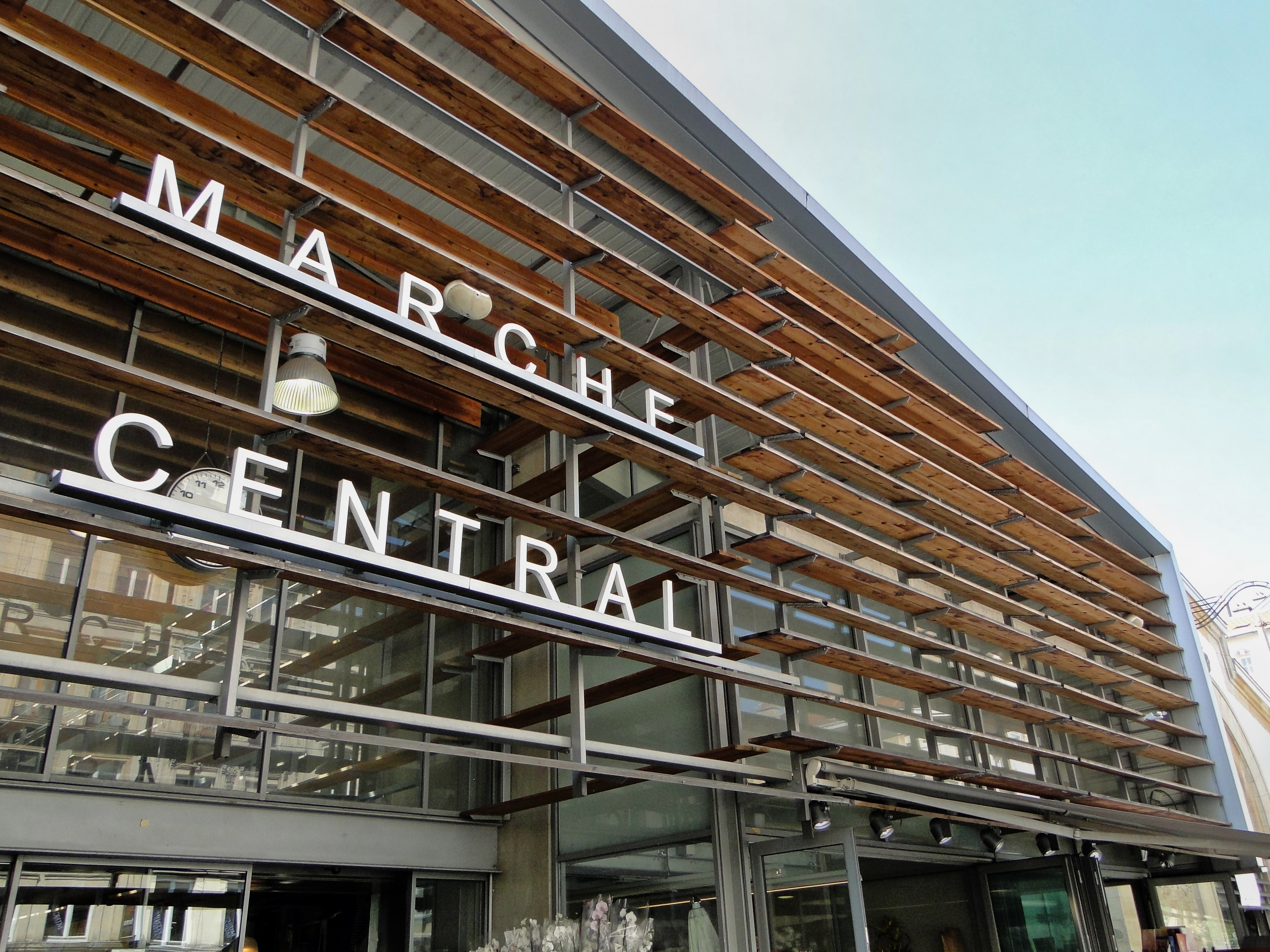
Entrée du marché couvert.
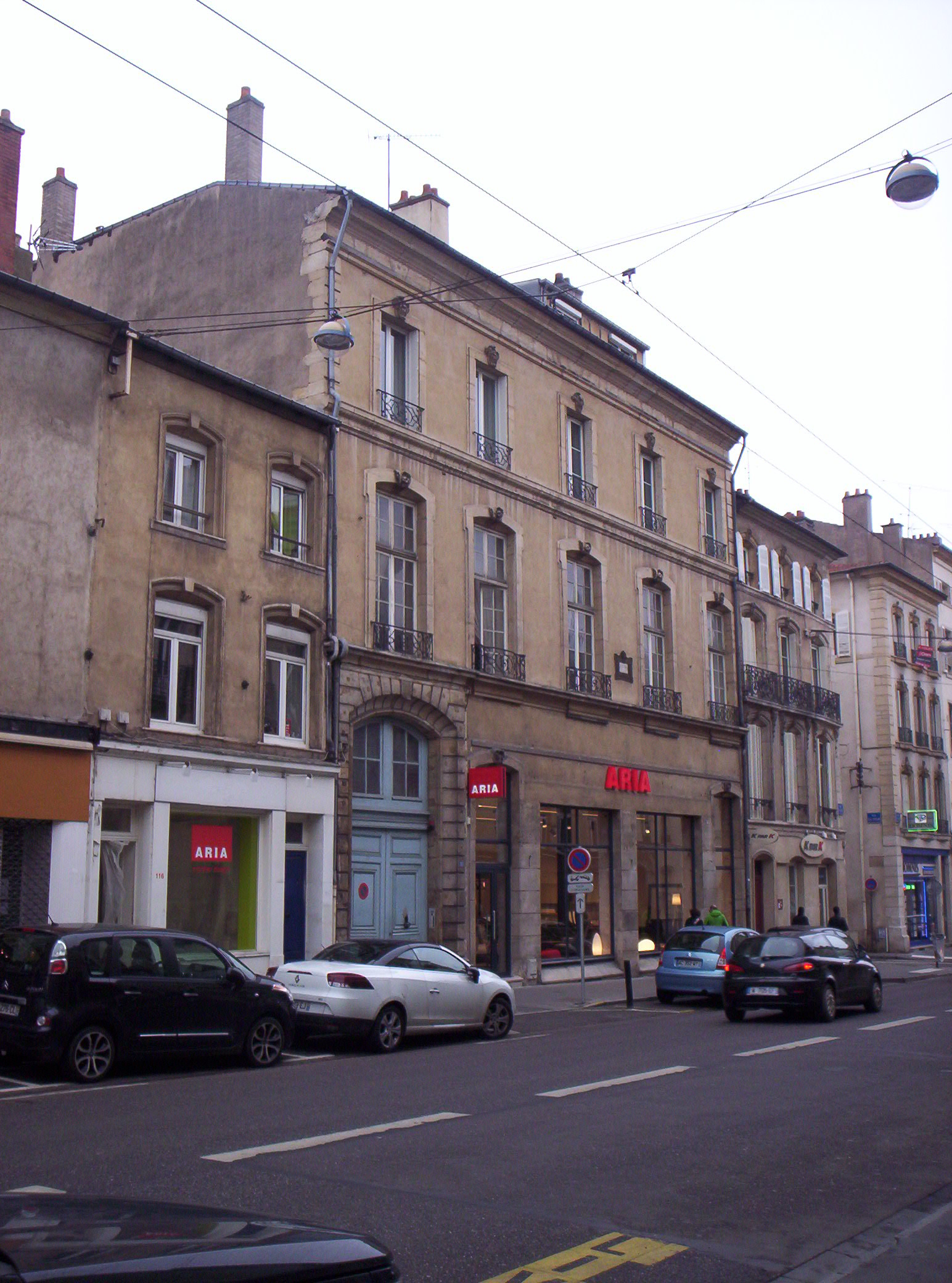
N° 114, ancien hôtel particulier de Jean Charles François de Lavaulx, chambellan du roi de Pologne, duc de Lorraine et de Bar.